# Крыша (фильм, 1991)
«Крыша» (варианты: «Версия», «Чёрный октябрь» ; англ. Cover Up, на телеканале «Россия-2» фильм был показан под названием «Лучшее прикрытие») — шпионский детектив американского режиссёра Мэнни Кото, принимавшего участие в создании таких культовых сериалов, как «24 часа», «За гранью возможного» и «Звёздный путь: Энтерпрайз». С участием Дольфа Лундгрена и Луис Госсетта-младшего. Мировая премьера фильма прошла в Южной Корее — 9 февраля 1991 года, а 11 сентября 1991 года в США состоялся релиз фильма на VHS.

## Сюжет
Раннее утро. К посту вооружённой охраны военно-морская базы Bedford Navy подъехал грузовик с капустой. При проверке кузова раздался взрыв, уничтоживший и грузовик, и пост, и всех людей рядом. Двое людей в форме военнослужащих базы убили часовых возле входа в оружейный склад, похитили прозрачную ёмкость и взорвали сам склад.
Майк Андерсон в исполнении Дольфа Лундгрена прибывает в аэропорт Тель-Авива из Лос-Анджелеса с целью написать репортаж про нападение на военно-морскую базу США по заданию Los-Angeles-Posts. Прибыв на пресс-конференцию организованную по этому случаю, Майк там встречает своих давних знакомых Сьюзан Клиффорд (Лиза Беркли) и полковника Джеффа Купера (Джон Финн), с которыми его связывает теракт в Риме, где от взрыва бомбы погибли все родные Купера — жена и дети, а сам Майк был вынужден покинуть Джеффа и Сьюзан, так как его отозвала редакция газеты и он уехал из Рима в самый неподходящий момент. Майк начинает своё журналистское расследование — фотографирует разрушенный взрывом пост, играет в бильярд с военными и узнаёт про второй взрыв на складе. Во время обеда с Купером говорит ему о своём желании вновь сойтись со Сьюзан и узнаёт от того, что они со Сьюзан помолвлены, в результате чего повисает неловкая пауза.
В это время в номере 17 отеля «Оазис» двое мужчин перекладывают деньги из чемодана в сумку, затем в кадре появляется какое-то устройство с надувающимся резиновым шариком, шарик лопается и оба мужчины падают на пол, изо рта у них идёт пена, в комнату входит человек в противогазе и расстреливает лежащих на полу из автомата с глушителем, а затем забирает сумку с деньгами. В отель Майку звонит Купер и просит о встрече в баскетбольном зале неподалёку от отеля. На встрече он рассказывает Майку о пропавшем секретном контейнере и о желании начальства найти козла отпущения, также он сообщает ему о досье, которое он оставил у Сьюзан и в котором находятся все собранные им материалы по «Чёрному Октябрю» — террористической организации, причастной по мнению властей в нападении на базу Bedford Navy. Они прощаются, Купер садится в машину, Майк отворачивается и вдруг раздаётся взрыв, уничтоживший автомобиль и опрокинувший Майка на землю.
Майк приезжает к Сьюзан и выражает своё соболезнование по поводу гибели жениха и узнаёт о существовании какой-то Barzel, причастной к происходящим событиям, но что это или кто это — неизвестно. Майк приезжает в отель «Оазис» и видит пулевые отверстия в полу, а при выходе из отеля его чуть не сбивает джип, оторвавший дверь у такси. Он приходит в свой номер 203 в отеле «Царь Давид» и замечает, что кто-то здесь побывал. Он едет к Сьюзан и говорит о своих подозрениях. Выйдя на балкон, он замечает мешок с удобрениями для комнатных растений с надписью «Barzel». В телефонном справочнике он узнаёт, что это химическая корпорация. Оставив включённый магнитофон с записью их разговора со Сьюзан, так как за ними следили и прослушивали, они сбегают через крышу здания и возле их машины неожиданно убивают бездомного, просившего у них милостыню. Стреляли явно с соседней крыши. Они уезжают, вслед за ними срываются сотрудники спецслужб, дежурившие у отеля и какая-то неизвестная машина, которая в ходе погони сталкивает машину ЦРУшников в кювет, где та взрывается вместе с пассажирами. В ходе дальнейшей погони неизвестные врезаются в полицейскую машину, а Майк со Сьюзан благополучно добираются до Barzel. Проникнув каким-то образом на огороженную колючей проволокой территорию корпорации Barzel, Майк обследует помещения и его задерживают охранники.
В Barzel прилетает Джексон — начальник Сьюзан, также знакомый с Майком и рассказывает об учёных-химиках, лишившихся жизни при работе над новой формулой удобрения. Они случайно открыли новый нервно-паралитический газ — без вкуса, без запаха, убивающий за 30 секунд и за столько же испаряющийся без следа. Пропал контейнер с опытным образцом этого газа, предназначенный для отправки в США и этого количества хватит, чтобы убить всё живое на территории в 1 кв. милю. Они возвращаются в отель, Сьюзан поднимается в номер, а Майка под оружием сажают в лимузин, в котором находится его знакомый Захиди, торговец оружием и он рассказывает Майку о фальсификации ЦРУ всей истории о «Чёрном октябре» с целью развязать крупномасштабный военный конфликт на Ближнем Востоке.
Вернувшись в отель, Майк оказывается в душе со Сьюзан и занимается с ней сексом. Утром Сьюзен ушла, а по телевизору шёл сюжет о толпах паломников, собирающихся пройти крёстным путём Христа. В номер заходит официант с завтраком и нападает с гарротой на Андерсона, после продолжительной схватки Майк топит киллера в ванной. Звонит Джексон и просит о встрече у него дома на Иерусалимском шоссе, 24. Майк приезжает и видит трупы охранников, а сам Джексон обнаруживается с наручниками за спиной. Неожиданно появляется живой Купер с револьвером и надевает наручники на Андерсона. Купер заряжает газом устройство с воздушным шариком и рассказывает о мести за семью и о Третьей мировой войне, которая начнется после применения смертоносного газа против паломников, собравшихся в Иерусалиме со всего мира. Майк выбивает ногой револьвер из рук Купера, тот хватает со стены саблю и ранит Джексона в ногу, Майк защищается стулом, Купер пробивает спинку стула саблей и ранит Майка в бок. Майк борется с Купером и толкает его на стул с торчащим из спинки лезвием сабли. Проткнутый насквозь Купер умирает, а Майк пытается выяснить у него, где находится газ, но тот только несколько раз повторил — «Динь-Дон, Динь-Дон», в это время воздушный шарик с газом критически раздулся и Майк с Джексоном под мышку выбежали из здания, а ещё живой Купер получил порцию смертельного газа.
Истекающий кровью Майк идет по Виа Долороза, по крёстному пути Христа, через толпы паломников, заполонивших все улицы и на одиннадцатой остановке видит башню с часами и понимает, что газ там. С трудом поднявшись на верхнюю площадку, он там сталкивается со Сьюзан в противогазе и с пистолетом. В шоке от её предательства, Майк пытается снять колбу с языка колокола, но Сьюзан стреляет ему в грудь и набрасывается сзади, но Майк скидывает её со спины, она летит с башни вниз и разбивается. Колокол начинает звонить и Майк из последних сил стягивает колбу с языка колокола и вместе с ней падает замертво. Колокол продолжает звонить, Майк лежит под ним и по экрану идут титры.

## В ролях

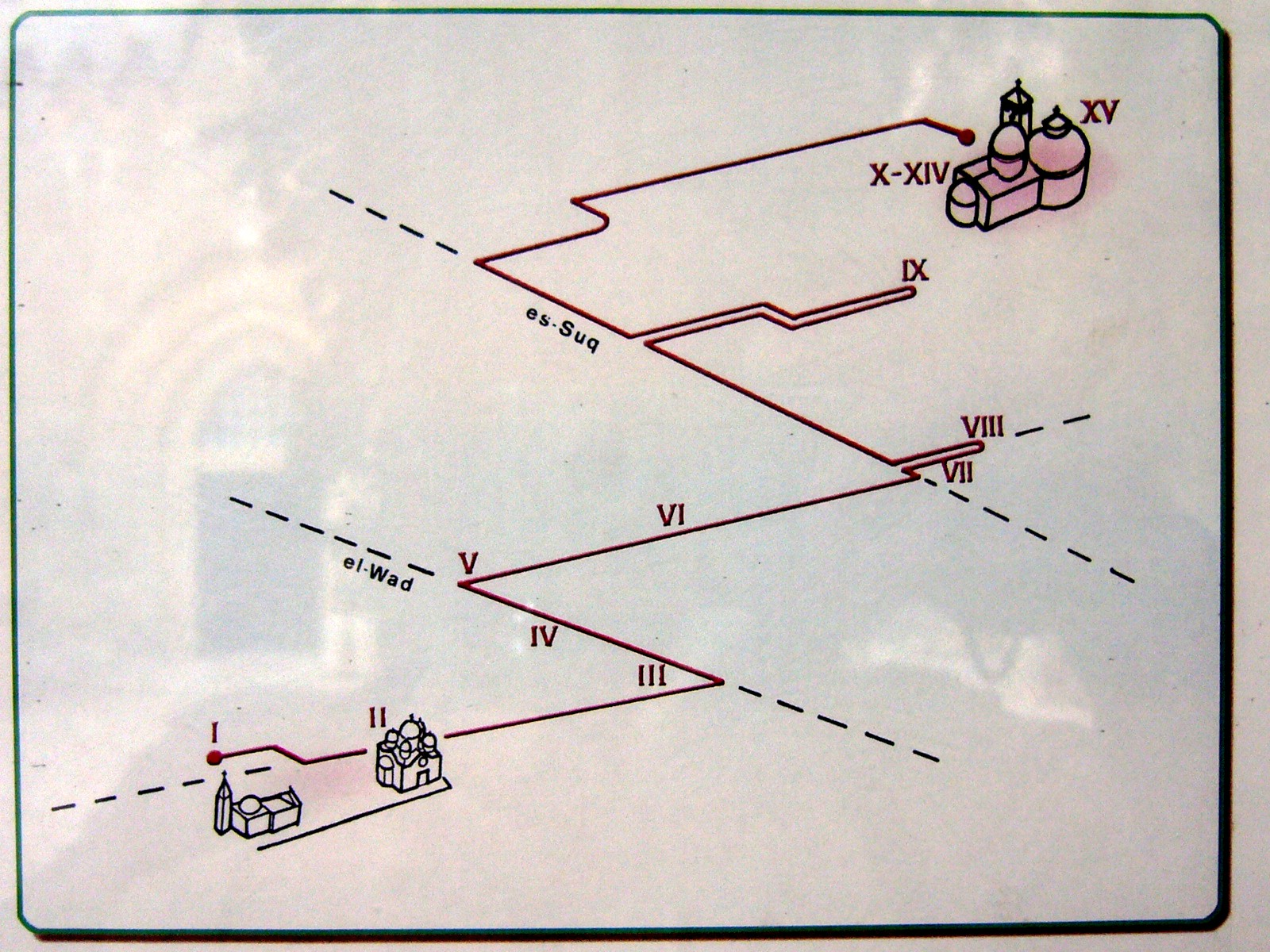
Карта Виа Долороза. Цифрами отмечены остановки Крестного пути

| Актёр            | Роль                  |
| ---------------- | --------------------- |
| Дольф Лундгрен   | Майк Андерсон         |
| Луис Госсетт мл. | Лу Джексон            |
| Лиза Беркли      | Сьюзан Клиффорд       |
| Джон Финн        | полковник Джефф Купер |